# 多貝萊

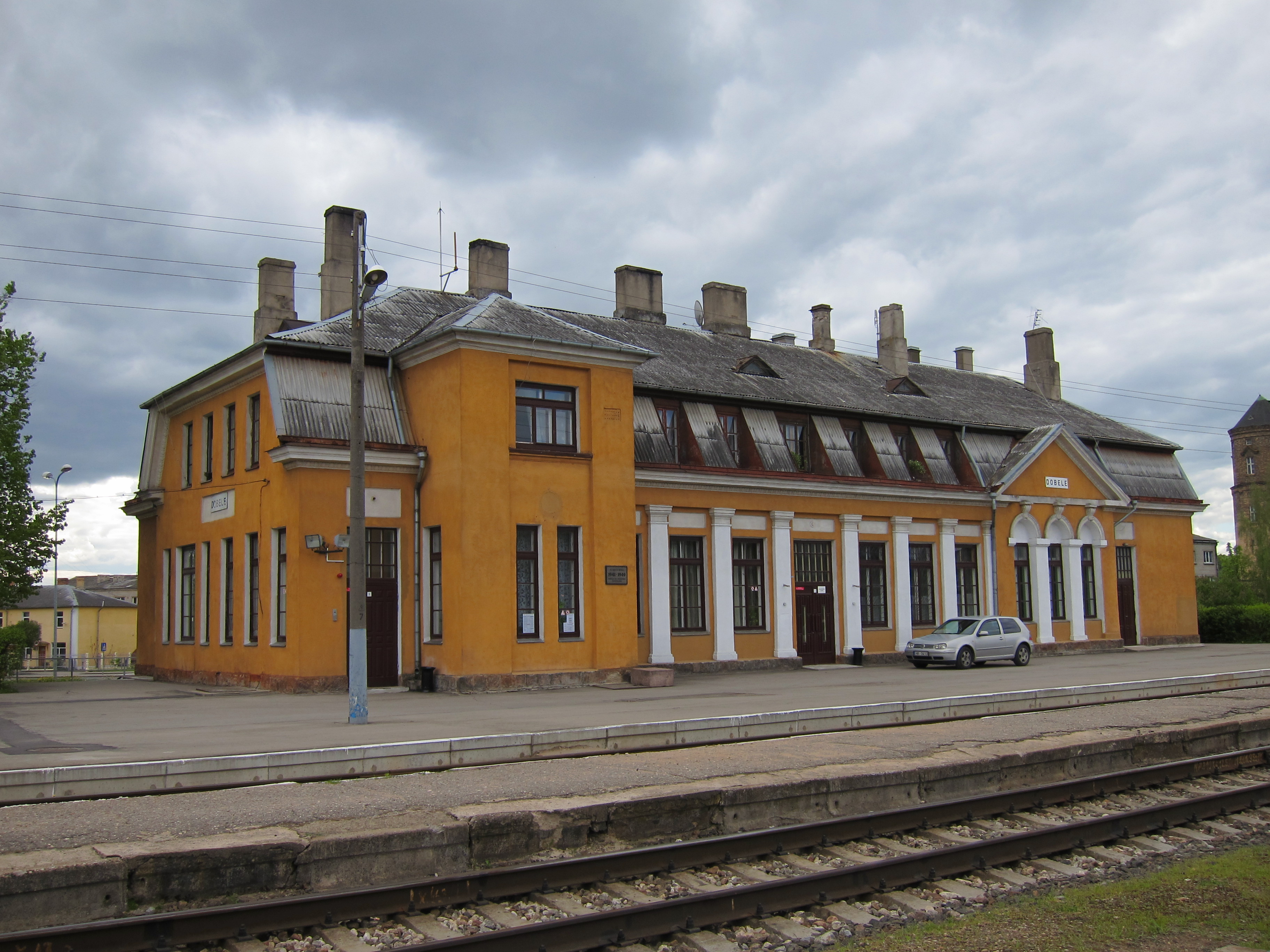
多贝莱火车站

多貝萊是拉脫維亞多貝萊市鎮内的城鎮，位於該國中部，距離首都里加77公里，面積8平方公里，鎮上的木製城堡在利沃尼亞戰爭被破壞，2012年人口10,895。

## 知名人物
- 阿列克谢·库德林，俄罗斯政治家